# Фред Вінтерс
Фредерик Вінтерс, або Фред Вінтерс (англ. Frederic Winters; нар. 25 вересня 1982, Вікторія, Британська Колумбія) — канадський волейболіст, гравець національної збірної.

## Життєпис
Народжений 25 вересня 1982 року в м. Вікторія (Британська Колумбія).
Під час кар'єри гравця виступав, зокрема, за клуби «Пуатьє» (Франція, 2004—2005), «Сіслей» (Тревізо, Італія), «Гіпо Тироль» (Інсбрук, Австрія, 2005—2006), «Галкбанк» (Анкара), «Фрідріхсгафен» (Німеччина, 2010—2011), «Сада Крузейро» (Контагем/Белу-Оризонті, Бразилія, 2014—2016), «Ресовія» (Ряшів, 2016—2017), «Бенфіка» (Лісабон, Португалія, 2017—2019). Також грав у складі команди Університету Пеппердайна (США, 2000—2004).

### Досягнення
- чемпіон Австрії 2006
- володар Кубка Австрії 2006